# Dankerode

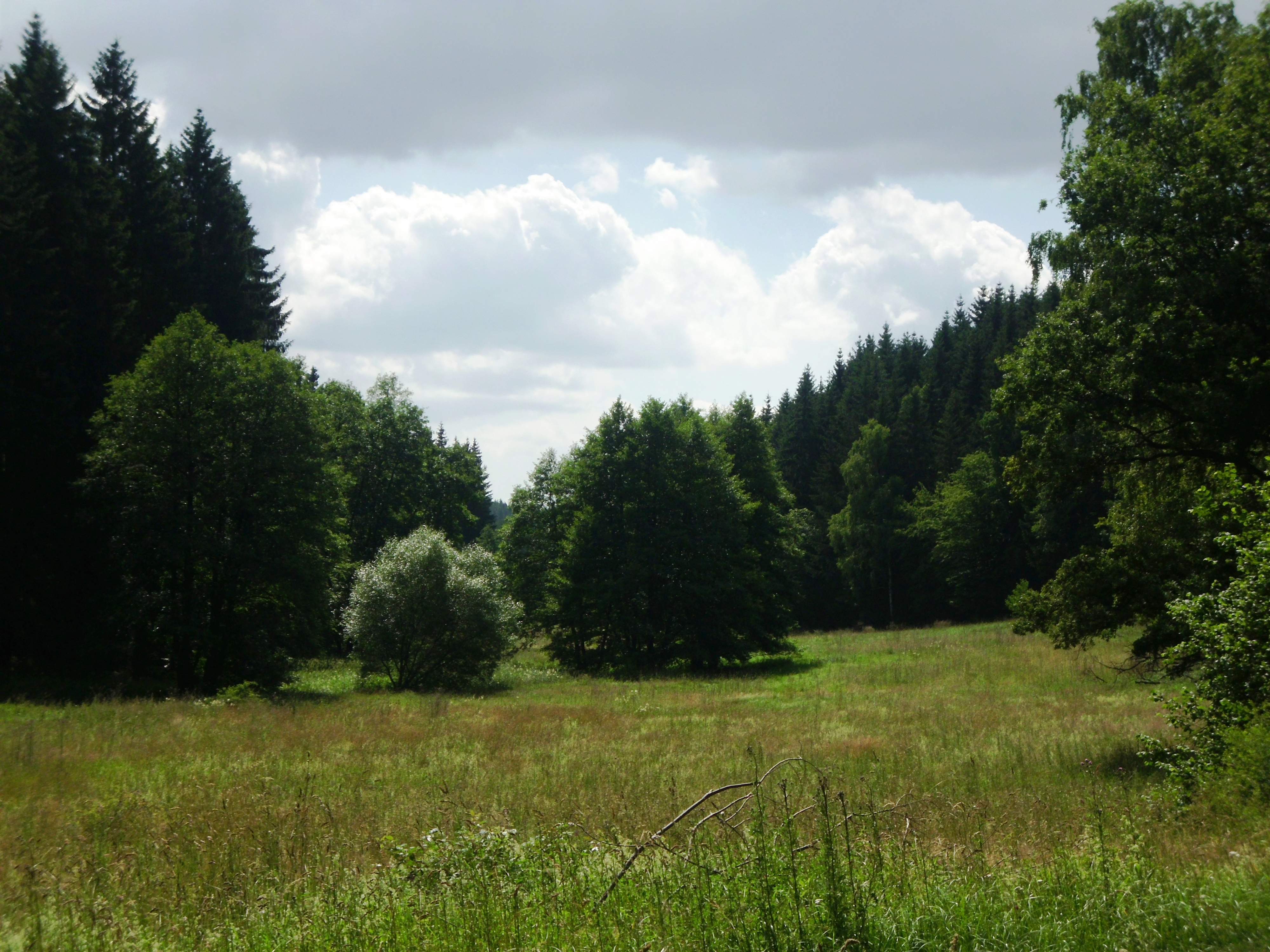
Wippertal an der Dicken Buche

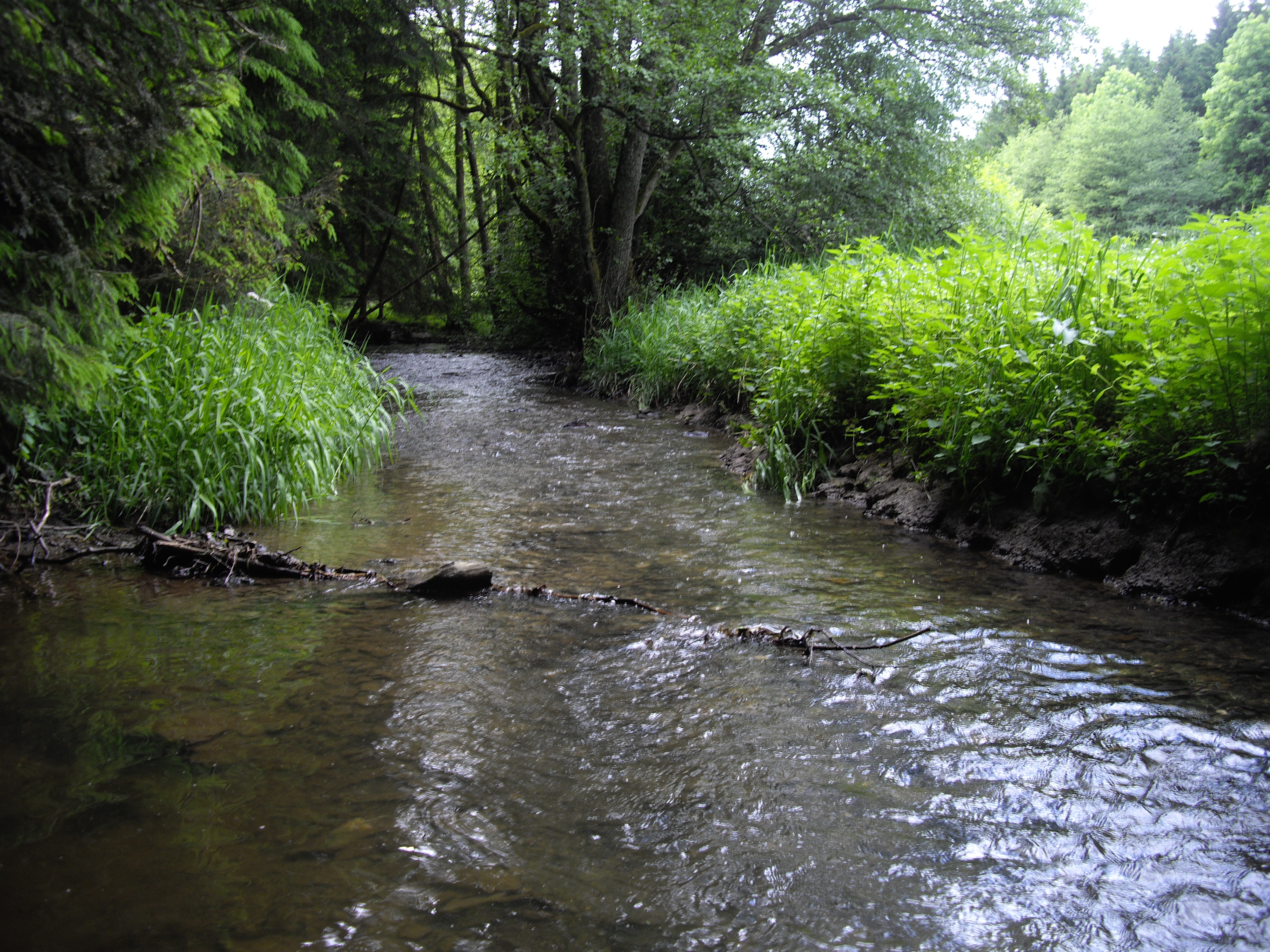
Die Wipper bei Dankerode

Der staatlich anerkannte Erholungsort Dankerode ist ein Ortsteil der Stadt Harzgerode im Landkreis Harz.

## Geografie
Dankerode liegt im Unterharz in einer Höhe von 420 m über Normalnull. Südlich des Ortes mündet das Marktal in das Wippertal. Dankerode ist von der Bundesstraße 242 über Königerode oder aus Richtung Neudorf zu erreichen. Auf dieser verkehrt die Regionalbuslinie 254 der Harzer Verkehrsbetriebe und verbindet den Ort mit Harzgerode. Nach allen Richtungen hin ist Dankerode von Wiesen und Wäldern umgeben.

## Geschichte
Dankerode wurde erstmals am 6. Januar 992 urkundlich als Thensciararod als Schenkung an das gerade gegründete Benediktinerinnenkloster Walbeck erwähnt. 1397 belehnte Graf Bernhard III. von Anhalt Hermann von Zehlingen mit Tammekerode. Seit der Mitte des 15. Jahrhunderts erscheint Dankerode als eine zwar nicht durch eine innerörtliche Grenze, aber in ihren Abgaben und Leistungen zwischen zwei Herren geteilte Gemeinde. 1452 genehmigte Fürst Bernhard IV. von Anhalt als Lehnsherr den Herren von Hoym die Verpfändung von Einkünften, darunter eine Hälfte des Dorfes Dankerode an Graf Botho zu Stolberg. 1478 gehörte die Pfarre von Tamekerode den Asseburgern, die von den Halberstädter Bischöfen mit der alten Grafschaft Falkenstein belehnt waren. Mit dem Fürstentum Halberstadt fiel Asseburg-Falkenstein und damit eine Hälfte Dankerodes nach dem Westfälischen Frieden 1648 an Brandenburg, ab 1701 Königreich Preußen. Der Stolberger Anteil wurde 1531 in das Amt Bärenrode eingegliedert, das 1576 an die Herren von Hoym verpfändet, 1585 als Pfandgut an Anhalt fiel. Von 1635 bis 1709 gehörte der ehemals Stolberger Anteil Dankerodes zum Fürstentum Anhalt-Harzgerode und nach dessen Aufhebung kam er an die Grafschaft Stolberg-Roßla.
1533 lebten in Dankerode 59 Familien. 1617 wurden 67 steuerpflichtige und vier steuerfreie Häuser aufgeführt. Nach dem Dreißigjährigen Krieg waren noch 55 Häuser von 235 Personen bewohnt. Bis 1750 wuchs die Einwohnerzahl auf 640. Nach Erschließung einer heilkräftiges Wasser fördernden Quelle 1728, dem Atzenschwender Brunnen, erlangte der Ort kurzfristig einen über den Harz hinausreichenden Ruf als Gesundbrunnen.
Die spätromanische evangelische Kirche Unser Lieben Frauen wurde im 18. Jh. barockisiert.
Von 1815 bis 1950 gehörte Dankerode zum Mansfelder Gebirgskreis und nach dessen Auflösung zum Kreis Quedlinburg, mit dem es schließlich in den Harzkreis integriert wurde. Zählte der Ort 1935 950 Einwohner, so stieg deren Zahl bis 1950 auf 1252 und sank bis zum Jahr 2016 auf 710.
1999 erhielt Dankerode den Titel „Staatlich anerkannter Erholungsort“, der 2015 4139 Gästeübernachtungen verbuchte. Der Produzent von Dämmstoffen, Swisspor Deutschland GmbH, ist der einzige Industriebetrieb des Ortes.
Am 1. August 2009 schloss sich die Gemeinde Dankerode mit den Städten Güntersberge und Harzgerode sowie den Gemeinden Königerode, Schielo, Siptenfelde und Straßberg zur neuen Stadt Harzgerode zusammen.

## Tourismus
- Ein teilweise neu angelegtes und markiertes Wanderwegnetz mit zwei Grillplätzen bietet Möglichkeiten für ausgedehnte Wanderungen.
- Das Hotelrestaurant „Jägerstube“ verfügt über ein eigenes Damwildgehege, welches auf dem Weg zum Café „Tina“ im Nachbarort Neudorf liegt.
- Der Campingplatz Dankerode ist einer der Startpunkte für den 2011 markierten Harzer Naturistenstieg entlang der Wipper.

## Söhne und Töchter der Gemeinde
- Otto Böhme (1876–1956), Landrat
- Herbert Ziegenhahn (1921–1993), ZK-Mitglied, 1. Sekretär der SED-Bezirksleitung Gera